# Афонсу VI (Португалия)
Афонсу VI (на португалски: D. Afonso VI o Vitorioso) e крал на Португалия от 1656 – 1683 година, от династия Браганса.

## Биография

### Произход и ранни години
Роден е на 21 август 1643 година в Лисабон. Син е на крал Жуау IV и Луиза де Гусман. На 3-годишна възраст Афонсу претърпява тежко заболяване на централната нервна система, парализирало лявата страна на тялото му, и го оставя за цял живот психически неуравновесен. През 1653 Афонсу става наследник на престола след смъртта на своя голям брат Теодосио.

### Управление
Поведението на младия крал, нежелаещ да се занимава с държавни дела, предизвиква негодувание не само на простите хора, но и на придворните. Фаворитът на Афонсу, италианският търговец Антонио Конти, има голямо влияние и настройва краля против майка му. Кралицата-майка поддържа своя по-малък син Педру (бъдещия крал Педру II).

#### Брак с Мария-Франциска-Елизавета Савойска
Афонсу сключва брак с Мария-Франциска, която е втора дъщеря на Карл-Амадей Савойски, херцог Немюр и Омел, и неговата съпруга, Елизавета дьо Бурбон, внучка на френския крал Анри IV.

#### Бунт
На 1 октомври 1667 година Педру със своите поддръжници завладява двореца и иска Афонсу да отстрани от управленияе своите фаворити. Народът, обкръжава двореца и иска същото. Кралят е принуден да се съгласи.

#### Сваляне от власт
През ноември 1667 година принуждават Афонсу да се отрече от престола. Кортесите провъзгласяват Педру за принц-управител. Мария-Франциска се развежда с Афонсу и се омъжва за Педру II.

### Последни години
От начало Афонсу е държан под стража в двореца, после го изпращат на Азорските острови, а след няколко години му позволяват да се върне в Португалия и да се установи в кралския дворец в Синтра. През последните си години е в състояние на пълна апатия.
Умира на 12 септември 1683 година на 40-годишна възраст.